# ヤナイストアー
株式会社ヤナイストアーは、群馬県前橋市大利根町に本部を置いていた企業。群馬県内にスーパーマーケットをチェーン展開していた。日本スーパーマーケット協会 (JSA) 通常会員であった。

## 歴史
1972年（昭和47年）12月創業、1974年（昭和49年）6月会社設立。前橋市大利根町の大利根ショッピングセンターを発祥の地とし、前橋市・高崎市を中心に店舗展開していた地域密着型のスーパーマーケットであったが、2011年（平成23年）7月28日をもって事業を停止した。負債総額は約14億円。不景気で消費が低迷する中、競合他社からの出店攻勢、加えて東日本大震災に伴う物流への打撃が重なった。店舗跡地にはしみずスーパーなどが出店した。
ヤナイストアーは2019年7月10日に前橋地方裁判所から破産手続開始決定を受けた。そして2020年8月18日に法人格が消滅した。

## かつて存在した店舗
事業停止時点の営業店舗数は5店舗であった。
- ヤナイストアー大利根店（前橋市大利根町1-38-5）[8]
- ヤナイストアー朝倉店（前橋市朝倉町4-17-2）[8] - 跡地は総合資格学院前橋校[9]。
- バリュー元総社店[8]→ヤナイストアー元総社店（前橋市元総社町2-15-17）[10] - 跡地はカワチ薬品元総社店[11]。
- バリュー小八木店（高崎市小八木町1385）[10] - 跡地はしみずスーパー[7]小八木店[12]。
- バリュー群馬町店（群馬郡群馬町大字中泉716）[8]→ヤナイストアー中泉店（高崎市中泉町627-6）[13] - 跡地はトライアル高崎中泉店[14]。
- バリュー藤岡緑町店（藤岡市藤岡1243-1）[10] - 跡地はカワチ薬品藤岡南店[15]。
- バリュー並榎店（高崎市上並榎町88-1）[10] - 跡地はフレッセイ並榎店[16]→マルエドラッグ並榎店およびマルエ薬局並榎店[17]。
- バリュー高崎店（高崎市飯塚町天神1808-1）[10] - 跡地はスーパーアイザワ高崎店[18]。
- ヤナイストアー箱田店（前橋市前箱田町123-1）[10] - 跡地はヤオコー前橋箱田店（前箱田町118番地1）[19][20]。敷地内に前箱田村西II遺跡（平安時代の水田跡）があり、2000年（平成12年）にヤナイストアーの協力のもと発掘調査が実施された[21]。

## 関連会社
- アヘッド株式会社（前橋市大利根町1丁目38番地7、法人番号：8070001000183、閉業）[22] - 食品卸、物流事業[1]。